# Hương Mai
Hương Mai là một xã thuộc thị xã Việt Yên, tỉnh Bắc Giang, Việt Nam.

## Địa lý
Xã Hương Mai có vị trí địa lý:
- Phía đông giáp phường Tự Lạn
- Phía tây giáp huyện Hiệp Hòa
- Phía nam giáp xã Trung Sơn
- Phía bắc giáp xã Việt Tiến và huyện Hiệp Hòa.

Xã Hương Mai có diện tích 9,46 km², dân số năm 2022 là 11.594 người, mật độ dân số đạt 1.227 người/km².

## Hành chính
Xã Hương Mai được chia thành 8 thôn: Đồng Ích, Đống Mối, Mai Hạ, Mai Thượng, Tam Hợp, Xuân Hòa, Xuân Lạn, Xuân Minh.

## Lịch sử
Sau năm 1954, chia xã Việt Tiến thành xã Việt Tiến và xã Hòa Tiến.
Năm 1974, đổi tên xã Hòa Tiến thành xã Hương Mai.
Ngày 8 tháng 12 năm 2016, HĐND tỉnh Bắc Giang ban hành Nghị quyết số 41/NQ-HĐND về việc:
- Sáp nhập 3 thôn: Mai Thượng 1, Mai Thượng 2, Mai Thượng 3 thành thôn Mai Thượng.
- Sáp nhập thôn Việt Hòa vào thôn Xuân Hòa.
- Sáp nhập thôn Nam Liếp vào thôn Đống Mối.

Ngày 13 tháng 12 năm 2023, Ủy ban Thường vụ Quốc hội ban hành Nghị quyết số 938/NQ-UBTVQH15 về việc thành lập thị xã Việt Yên (nghị quyết có hiệu lực từ ngày 1 tháng 2 năm 2024). Theo đó, xã Hương Mai thuộc thị xã Việt Yên.

## Văn hóa
Toàn xã có 10 ngôi chùa, 4 ngôi đình, một chùa có sư trụ trì đó là chùa Ích Minh thôn Đồng ích. Nhân dân trong xã chủ yếu là theo Đạo Phật thắp hương thờ tổ tiên và làm lễ ở chùa vào ngày mùng một và hôm rằm hàng tháng.